# Piccole suore delle maternità cattoliche
Le Piccole Suore delle Maternità Cattoliche (in francese Petites Sœurs des Maternités Catholiques) sono un istituto religioso femminile di diritto pontificio.

## Storia
La congregazione sorse a Bourgoin-Jallieu su iniziativa di Alexandre Caillot, vescovo di Grenoble, per "l'assistenza alle partorienti e la restaurazione cattolica delle famiglie".
Il presule si avvalse della collaborazione di Marie-Louise Lantelme, che gli aveva manifestato la sua intenzione di abbracciare la vita religiosa e recarsi in terra di missione: la Lantelme era figlia di un importante industriale tessile della zona, che già intendeva aprire una maternità per le sue dipendenti e accettò di finanziare l'iniziativa.
L'opera ebbe inizio il 2 febbraio 1930 ma, poiché le leggi canoniche proibivano ancora alle religiose di praticare l'ostetricia, la congregazione venne eretta solo il 15 agosto 1954.
Papa Pio XII citò le religiose nel suo discorso sui dettami morali e religiosi circa il parto naturale indolore (8 gennaio 1956);
all'istituto appartiene suor Marie Simon-Pierre, alla quale è riferita una guarigione dalla malattia di Parkinson avvenuta nel 2005 ritenuta miracolosa e attribuita all'intercessione di papa Giovanni Paolo II.

## Attività e diffusione
Le suore della congregazione gestiscono cliniche di ostetricia e ginecologia e centri di aiuto alla vita.
Sono presenti in Francia e Senegal; la sede generalizia è a Bourgoin-Jallieu, in diocesi di Grenoble-Vienne.
Al 31 dicembre 2008 l'istituto contava 93 religiose in 7 case.